# Louis Bonniot de Fleurac
Louis Victor Marie Bonniot de Fleurac (ur. 19 listopada 1876 w Paryżu, zm. 20 marca 1965 tamże) – francuski lekkoatleta (długodystansowiec), medalista olimpijski z 1908.

## Życiorys
19 czerwca 1904 w Paryżu ustanowił rekord świata w biegu na 3000 metrów czasem 9:02,4.
Wystąpił na igrzyskach międzyolimpijskich w 1906 w Atenach, gdzie nie ukończył biegu na 5 mil.
Na igrzyskach olimpijskich w 1908 w Londynie zdobył brązowy medal w biegu na 3 mile drużynowo. Konkurencja ta była rozgrywana według następujących reguł: w każdym z biegów brało udział po pięciu reprezentantów każdego z krajów. Pierwsi trzej zawodnicy z każdej reprezentacji byli zawodnikami punktowanymi, na zasadzie pierwsze miejsce = jeden punkt. Drużyna z najmniejszą liczbą punktów wygrywała. W drużynie Francji wystąpili również Joseph Dréher i Paul Lizandier, a także Jean Bouin i Alexandre Fayollat, którzy nie wystąpili w biegu finałowym. Louis Bonniot de Fleurac startował na tych igrzyskach również w biegu na 1500 metrów oraz w biegu na 3200 metrów z przeszkodami, ale w żadnej z tych konkurencji nie wszedł do finału.
Był mistrzem Francji w biegu na 4000 metrów z przeszkodami w latach 1901–1905, 1907, 1908, 1910 i 1911, w biegu na 1500 metrów w 1903 oraz w biegu na 10 000 metrów w 1906 i 1908, wicemistrzem w biegu na 4000 metrów z przeszkodami w 1895 i 1896, w biegu przełajowym w 1903 i w biegu na 1500 metrów w 1904 oraz brązowym medalistą w biegu na 1500 metrów w 1895 i w biegu przełajowym w 1902.
Opublikował w 1911 wraz z Pierre’em Failliotem podręcznik lekkoatletyki Les courses à pied et les concours athlétiques.